# ناتالي هولاند
ناتالي هولاند (بالنرويجية: Natalie Holland)‏ (و. 1962  م) هي رسامة نرويجية.